# ستيودينتيسك بوخارست
نادي ستيودينتيسك بوخارست الرياضي (بالإنجليزية: FC Sportul Studenţesc Bucureşti)‏ نادي كرة قدم روماني يلعب حاليا في الدرجة الثانية. تم تأسيس النادي في سنة 1916.

## التاريخ
في 11 فبراير 1916 تأسس «فريق الطلبة الجامعي لكرة القدم» كمبادرة من مجموعة من الأساتذة والطلاب. في البداية، كانت كرة القدم وألعاب القوى وكرة االمضرب هي الرياضات الثلاثة الوحيدة للنادي. كان الرئيس البروفيسور ترايان لاليسكو، عالم الرياضيات الشهير عالميًا.
لم يكن لدى النادي ملعب خاص به، وكان الفريق يلعب هنا وهناك. حتى بعد الانضمام إلى الدوري الوطني الأول، كان الملعب لا يزال في مرحلة التخطيط. سُمح للنادي باستخدام ملعب «بلفيدير» في منطقة في بوخارست.